# Кагамлицька
Кагамли́цька  — проміжна залізнична станція Полтавської дирекції Південної залізниці на лінії Рокитна — Мазурівка. Розташована в місті Кременчук Полтавської області.

## Історія
Станція одна з наймолодших станцій Південної залізниці. Вона була споруджена 1966 року, у зв'язку з будівництвом Кременчуцького НПЗ.
Спочатку на станції було всього лише 11 колій. Після реконструкції були впроваджені електрична централізація стрілок і сигналів, радіозв'язок, побудована механізована гірка, адміністративно-побутовий комплекс. Згодом відбулося об'єднання станцій Рокитна і Кагамлицька. Перша стала виконувати функцію приймального пункту, а інша — сортувального.

## Послуги
На станції Кагамлицькій, де працює понад 100 осіб, виконуються вантажно-розвантажувальні роботи.
Надаються такі послуги:
- прийом та видача вантажів вагонними і дрібними відправками, що завантажуються цілими вагонами, лише на під'їзних коліях та місцях незагального користування;
- прийом та видача вантажів в універсальних контейнерах масою брутто 20 і 24 т на під'їзних коліях;
- посадка і висадка пасажирів на/з поїзди приміського та місцевого сполучення. Прийом та видача багажу не проводиться.

## Пасажирське сполучення
На станції зупиняється пасажирський поїзд сполученням Кременчук — Бахмач з вагонами безпересадкового сполучення Кременчук — Гадяч. Курсують приміські поїзди на Кременчук, Ромодан та Семенівку.